# Storsten
Storsten är en bebyggelse i Torsångs socken i Borlänge kommun belägen 12 km utanför Borlänge i Dalarna. SCB har sedan 2023 avgränsat denna till en småort. Byn ligger vid Ösjön som är en vik av sjön Runn. Från Ösjön kan man därmed nå Dalälven.

## Kända personer

### Kända personer från Storsten
- Anton Lundin (tvilling till Oscar Lundin)

- Oscar Lundin (tvilling till Anton Lundin)